# Esther Newton
Esther Newton (nascida em 1940, Nova Iorque) é uma antropóloga cultural americana que realizou um trabalho pioneiro na etnografia de comunidades lésbicas e gays nos Estados Unidos.

## Carreira
Newton estudou história na Universidade de Michigan e recebeu seu BA com distinção em 1962 antes de iniciar seu trabalho de pós-graduação em antropologia na Universidade de Chicago com David M. Schneider.
Sua tese de doutorado, "As drag queens; um estudo em antropologia urbana" ("The drag queens; a study in urban anthropology") (1968), examinou as experiências, interações sociais e cultura das drag queens, ou homens (principalmente identificados como gays) que se vestiam e se apresentavam como mulheres em vários tipos de cenários teatrais ou como uma expressão/performance de sua identidade sexual. Mais tarde publicado em vários artigos e como Mother camp: female impersonators in America (1972), o trabalho de Newton representou o primeiro grande estudo antropológico de uma comunidade homossexual nos Estados Unidos e lançou algumas das bases para teóricos como Judith Butler, que mais tarde explorariam as dimensões performativas do sexo e dos papéis de gênero.
Seu segundo livro, Cherry Grove, Fire Island: Sixty years in America's first gay and lesbian town (1993), usou história oral e métodos etnográficos para documentar a dinâmica mutável de Cherry Grove, um resort de praia em Fire Island, Nova York, e uma das mais antigas e visíveis comunidades predominantemente lésbicas e gays masculinas dos Estados Unidos.
Newton é atualmente Professora Emérita de Antropologia e Professora Emérita de Pesquisa Kempner no Purchase College, Universidade Estadual de Nova York. Ela também é professora de Estudos Femininos e Cultura Americana na Universidade de Michigan, em Ann Arbor, Michigan.

## Vida pessoal
Newton se identifica como lésbica. Ela está em um relacionamento de longo prazo com a artista performática lésbica-feminista Holly Hughes. Eles se casaram em 2015.
Newton é filha do psicoterapeuta Saul B. Newton.

## Prêmios
- 1994: Prêmio Ruth Benedict por Cherry Grove, Fire Island: Sessenta anos na primeira cidade gay e lésbica da América (1993).
- 1995: Prêmio David R. Kessler para Estudos LGBTQ, CLAGS: O Centro de Estudos LGBTQ[6]
- 2000: Prêmio Ruth Benedict por Margaret Mead Made Me Gay: Personal Essays, Public Ideas (2000).